# Bogusław Borkowski
Bogusław Borkowski (* 5. November 1920 in Posen; † 15. März 1979 ebenda) war ein polnischer Chemiker (Analytische Chemie).

## Leben
Er war der Sohn eines Juristen und floh nach der deutschen Besetzung 1939 nach Wien, wo er verhaftet wurde. Später arbeitete er als analytischer Chemiker bzw. Laborant in Posen. Erst nach dem Zweiten Weltkrieg konnte er das Chemiestudium aufnehmen und absolvierte 1948 die Magisterprüfung an der Universität Posen. 1951 wurde er promoviert, 1956 Privatdozent und 1966 außerordentlicher Professor.
Er entwickelte Methoden der Gewinnung hochreiner seltener Erden (besonders Lanthanoide) und Methoden zur Analyse von deren Reinheitsgrad. Sie waren zum Beispiel für die Elektronikindustrie (Yttriumoxid für Farbfernsehröhren) erforderlich und dienten der Spektroskopie.